# Nogent-le-Bernard
 Nogent-le-Bernard  es una población y comuna francesa, situada en la región de Países del Loira, departamento de Sarthe, en el distrito de Mamers y cantón de Bonnétable.

## Demografía
| 1156 | 950 | 788 | 699 | 777 | 797 |
| Para los censos de 1962 a 1999 la población legal corresponde a la población sin duplicidades (Fuente: INSEE [Consultar]) |     |     |     |     |     |